# Ивс, Эрни
Эрни Ивс (англ. Ernie Eves) — государственный и политический деятель Канады. С 15 апреля 2002 года по 22 октября 2003 года занимал должность премьер-министра провинции Онтарио.

## Биография
Родился 17 июня 1946 года в канадском городе Уинсор, провинция Онтарио. В 1960-х годах изучал политологию в Торонтском университете, затем изучал право в юридической школе в Торонто. В 1981 году победил на парламентских выборах и стал работать в Законодательном собрании Онтарио в качестве представителя Прогрессивно-консервативной партии Онтарио. Примерно в это же время он познакомился с Майком Харрисом, между ними сложились дружеские отношения и их политическая карьера была тесно связана на протяжении последующих десятилетий. В феврале 2001 года Эрни Ивс подал в отставку с государственной службы и стал вице-председателем инвестиционного банка Credit Suisse First Boston, а также старшим партнёром крупной юридической фирмы в Торонто. В конце 2001 года вернулся в политику, после того как Майк Харрис объявил о своем уходе с должности председателя партии. В марте 2002 года Эрни Ивс победил на парламентских выборах и стал избранным премьер-министром провинции Онтарио.
15 апреля 2002 года занял должность премьер-министра, в первую очередь он распорядился увеличить расходы на здравоохранение и образование, а также не стал реализовывать обещанную в ходе предвыборной кампании налоговую реформу, что было истолковано в средствах массовой информации как отказ от политики Майка Харриса. В 2003 году на следующих провинциальных выборах Прогрессивно-консервативная партия Онтарио потерпела поражение и следующим премьер-министром провинции стал лидер либералов Далтон Макгинти. В 2015 году Эрни Ивс вошёл в состав совета директоров компании Timeless Herbal Care, которая занимается производством медицинской марихуаны.